# 尤尼弗斯蒂 (佛羅里達州橙縣)
尤尼弗斯蒂（英語：University）是位於美國佛羅里達州橙縣的一個人口普查指定地區。

## 地理
尤尼弗斯蒂的座標為28°35′23″N 81°12′16″W / 28.58972°N 81.20444°W，而該地最高點為海拔高度39米（即128英尺）。

## 人口
根據2010年美國人口普查的數據，尤尼弗斯蒂的面積為24.40平方千米，當中陸地面積為23.50平方千米，而水域面積為0.90平方千米。當地共有人口31084人，而人口密度為每平方千米1,273人。